# Verdrag van Compiègne (1635)
Het Verdrag van Compiègne werd gesloten op 30 april 1635 in Compiègne bij Parijs tussen François Leclerc du Tremblay, vertegenwoordiger voor het Koninkrijk Frankrijk en Hugo de Groot, afgevaardigde voor het Koninkrijk Zweden. Verzekerd door het verdrag trad Frankrijk in de Dertigjarige Oorlog, de Frans-Spaanse Oorlog (1635-1659).

## Achtergrond
Sinds 1631, met het verdrag van Bärwalde, steunde Frankrijk, Zweden financieel. Na de dood van koning Gustaaf II Adolf van Zweden in 1632, de verpletterende nederlaag tijdens de Slag bij Nördlingen in 1634 en de ontbinding van de Katholieke Liga en het Verbond van Heilbronn, met de Vrede van Praag, zag Kardinaal de Richelieu de tweefrontenoorlog in rook opgaan, daarom benaderde hij Axel Oxenstierna, rijkskanselier van Zweden en prins-generaal Bernard van Saksen-Weimar, om de druk op de Habsburgse monarchie aan te houden.

## Verdrag
Het verdrag hernieuwde de financiële voorzieningen, die in Bärwalde waren getroffen. Zweden erkende de Franse annexatie van de rechteroever van het Rijnland, van Straatsburg tot Breisach, terwijl Frankrijk ermee instemde dat Zweden Mainz, Benfeld en Worms behield. Om Richelieu's binnenlandse critici tevreden te stellen, die zijn allianties met protestantse machten verdacht vonden, accepteerde Zweden het herstel van het katholicisme in de gebieden waar het vóór 1618 was beoefend. Frankrijk beloofde Spanje de oorlog te verklaren en beide partijen kwamen overeen geen afzonderlijke vrede te sluiten.
Het verdrag wordt algemeen beschouwd als het punt waarop de Dertigjarige Oorlog niet langer, in de eerste plaats, een religieus conflict was.